# Rhizomyia silvicola
Rhizomyia silvicola är en tvåvingeart som beskrevs av Jean-Jacques Kieffer 1904. Rhizomyia silvicola ingår i släktet Rhizomyia och familjen gallmyggor. Inga underarter finns listade i Catalogue of Life.